# Xinyu
Xinyu är en stad på prefekturnivå i Jiangxi-provinsen i sydöstra Kina. Den ligger omkring 140 kilometer sydväst om provinshuvudstaden Nanchang.

## Administrativ indelning
Xinyu består av ett stadsdistrikt och ett härad:
- Stadsdistriktet Yushui (渝水区), 1 776 km², 1,08 miljoner invånare;
- Häradet Fenyi (分宜县), 1 388 km², 310 000 invånare.

## Klimat
Genomsnittlig årsnederbörd är 2 315 millimeter. Den regnigaste månaden är maj, med i genomsnitt 349 mm nederbörd, och den torraste är oktober, med 28 mm nederbörd.